# 聖托馬斯 (薩爾瓦多)
聖托馬斯（西班牙語：Santo Tomás），是薩爾瓦多的城鎮，位於該國中西部，由聖薩爾瓦多省負責管轄，面積24.32平方公里，海拔高度699米，2007年人口25,344，人口密度每平方公里1,042.11人。
13°38′N 89°8′W / 13.633°N 89.133°W